# Malcolm Braff
Pour les articles homonymes, voir Braff.
 (mars 2017).
Si vous disposez d'ouvrages ou d'articles de référence ou si vous connaissez des sites web de qualité traitant du thème abordé ici, merci de compléter l'article en donnant les références utiles à sa vérifiabilité et en les liant à la section « Notes et références ».
Malcolm Braff, né à Rio de Janeiro le 10 juin 1970, est un musicien, compositeur et pianiste suisse.

## Biographie
Très tôt, sa famille quitte le Brésil pour se rendre au Cap-Vert puis au Sénégal où il commencera sa formation classique. Ses parents souhaitent en effet qu'il apprenne à jouer d'un instrument, et mettent Malcolm Braff au piano dès l'âge de 5 ans. Alors qu'il n'a que 6 ans, il remporte le premier prix de son école de musique à Dakar. Le jeune musicien apprend d'oreille et développe un sens de la musique sans maîtriser, malgré les efforts de ses professeurs, la lecture de partitions. Parallèlement à sa formation classique, le jeune Malcolm s'immerge dans les musiques traditionnelles africaines et les chants d'église. Un second déménagement, en direction de l'Europe cette fois-ci, le mène en Suisse ; il a alors 13 ans. À Genève, il étudie durant deux ans la  philosophie, l'hébreu ancien et la musicologie et continue sa formation classique au conservatoire de Neuchâtel puis de Genève. Cependant, en 1989, il découvre le jazz lors d'un concert au festival de Montreux. Il prendra même des cours avec le pianiste François Lindemann. Cette découverte le pousse à quitter le conservatoire pour l'école de Jazz de Lausanne. Déçu de retrouver l'académisme qu'il fuyait de la musique classique, il ne reste que peu de temps dans cette école. Dès lors, le parcours de Malcolm Braff est marqué par une série de succès,.
À travers ses nombreux déplacements, Malcolm Braff a développé un goût particulier pour le métissage. Son parcours de vie se ressent dans ses formations musicales très variées, notamment : le quintet afro-jazz C.O.M.B.O, Indian Project avec Erik Truffaz, Malcolm Braff Trio avec Y. Ouattara et A. Blake. Tant en solo qu'accompagné par un groupe, il s'implique dans divers projets afin de promouvoir une musique vivante et accessible. Il développe un style de piano qui lui est propre et il démontre un grand intérêt pour le rythme, les pulsations et l'improvisation. Avec plus d'une vingtaine de disques à son actif, il est souvent programmé au Montreux Jazz Festival ainsi qu'au Festival de Jazz de Cully. La grande qualité et la forte personnalité de son discours musical lui ont valu d'être applaudi sur des scènes du monde entier. Son talent le conduit à sortir deux albums sous le prestigieux label Blue Note.
En 2003, il obtient le Prix jeunes créateurs de la Fondation vaudoise pour la culture.
En 2005, il crée l'octet TNT (Tectonic Natural Tribe)[réf. nécessaire].
Il rend hommage au compositeur roumano-hongrois György Ligeti lors de l'édition 2007 du Cully Jazz Festival.
En 2011, il sort un album intitulé Inside.
De plus, dès 1988, Malcolm Braff écrit et exécute plusieurs pièces musicales pour le cinéma, le théâtre et la danse contemporaine.
Parallèlement à son activité de pianiste, il se passionne également pour les jeux de plateau, et fonde avec son associé Sébastien Pauchon, une société de création de jeux sur commande.

## Sources
- « Malcolm Braff », sur la base de données des personnalités vaudoises sur la plateforme « Patrinum » de la Bibliothèque cantonale et universitaire de Lausanne.
- Le Nouveau Quotidien, 1995/10/03, p. 53 avec photographie